# Montgreleix
Montgreleix (okzitanisch Montgralés) ist eine französische Gemeinde mit 31 Einwohnern (Stand 1. Januar 2022) im Département Cantal in der Region Auvergne-Rhône-Alpes (vor 2016 Auvergne). Sie gehört zum Kanton Riom-ès-Montagnes im Arrondissement Saint-Flour. 

## Lage
Montgreleix liegt etwa 53 Kilometer nordnordöstlich von Aurillac.
Nachbargemeinden sind Chanterelle im Nordwesten und Norden, Espinchal im Norden, La Godivelle im Nordosten, Saint-Alyre-ès-Montagne im Nordosten und Osten, Anzat-le-Luguet im Osten und Südosten, Marcenat im Süden und Südwesten sowie Condat im Westen.

## Bevölkerungsentwicklung
| Jahr                       | 1962 | 1968 | 1975 | 1982 | 1990 | 1999 | 2006 | 2011 | 2019 |
| -------------------------- | ---- | ---- | ---- | ---- | ---- | ---- | ---- | ---- | ---- |
| Einwohner                  | 128  | 116  | 113  | 91   | 57   | 67   | 56   | 40   | 45   |
| Quellen: Cassini und INSEE |      |      |      |      |      |      |      |      |      |

## Sehenswürdigkeiten

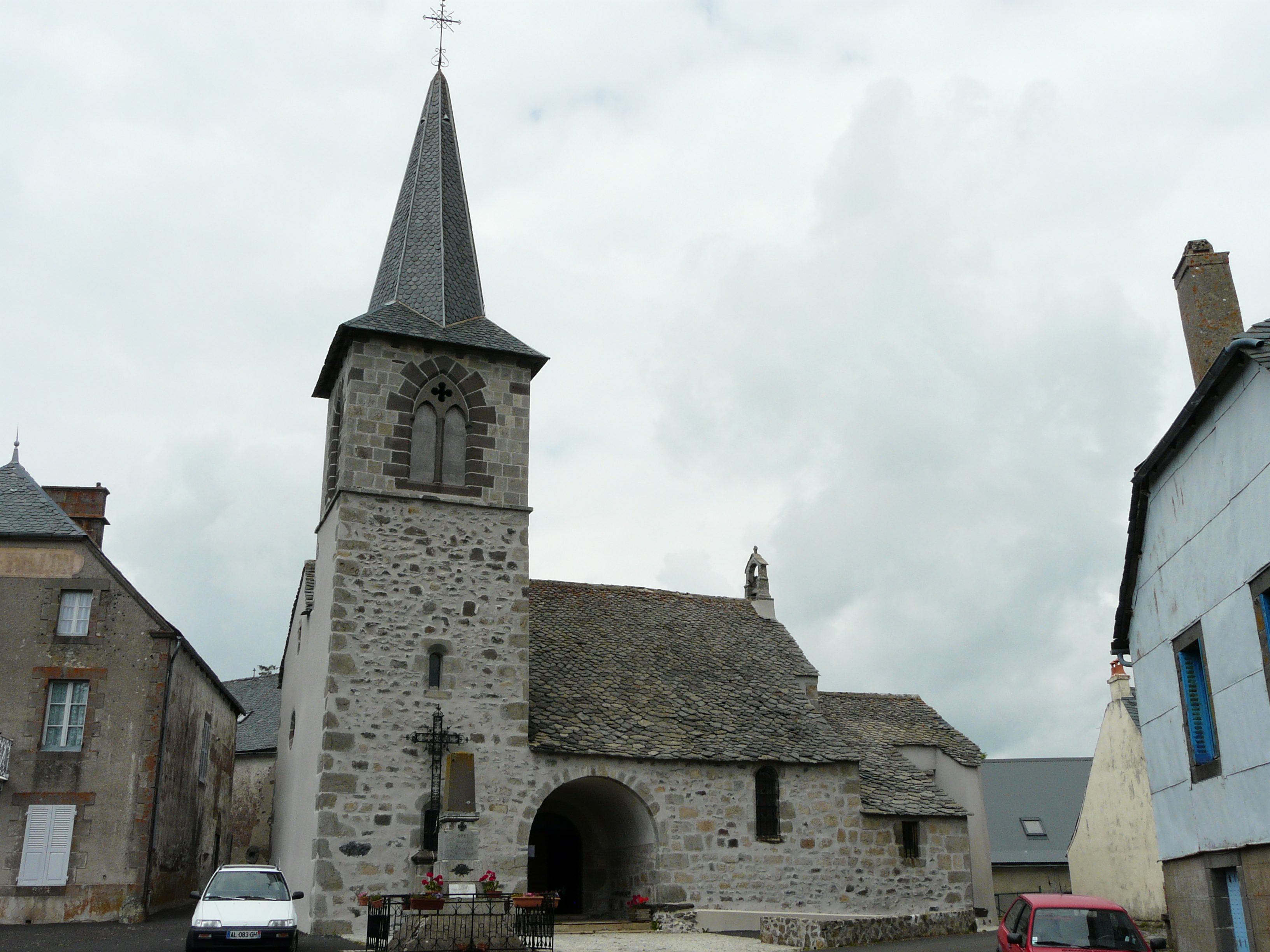
Kirche Saint-Laurent

- Kirche Saint-Laurent